# Malacorhinus knullorum
Malacorhinus knullorum is een keversoort uit de familie bladkevers (Chrysomelidae). De wetenschappelijke naam van de soort werd in 1951 gepubliceerd door Wilcox.